# Anonima sequestri
Anonima sequestri (o Anonima sarda) è stata un'espressione giornalistica utilizzata dai media italiani per riferirsi a gruppi criminali originari della Sardegna dediti a sequestri di persona, assalti e rapine a mano armata, inizialmente in Sardegna ma poi anche in altre regioni italiane, in prevalenza dagli anni 1960 agli anni 1990.
La gravità del fenomeno fu tale che già alla fine degli anni sessanta venne istituita una commissione parlamentare d'inchiesta sul fenomeno del banditismo in Sardegna, oltre a modifiche legislative volte a inasprire le pene per il reato di sequestro di persona e alla procedura del blocco dei beni della famiglia del rapito. A porre definitivamente fine al fenomeno dei rapimenti a scopo di estorsione nei primi anni novanta fu la classificazione del reato di rapimento a scopo di estorsione al pari del reato di associazione mafiosa con la conseguenza che vennero bloccati i beni dei parenti dei sequestratori anziché dei sequestrati, grazie anche alle pressioni del comitato degli ex sequestrati che hanno contribuito a tale svolta.

## Storia
Gruppi di sequestratori originari della Sardegna hanno operato in tale regione compiendo 177 sequestri in trent'anni, prevalentemente in Gallura (ad opera di una banda chiamata dai giornalisti Anonima gallurese o Superanonima), in Barbagia, nelle Baronie e, occasionalmente, anche nella vicina Corsica e in regioni dell'Italia continentale come la Calabria, la Lombardia, l'Emilia-Romagna, il Lazio, l'Umbria e la Toscana, dove si contano venti sequestri.I paesi d'origine dei più famosi sequestratori sono Orgosolo, Orune e Mamoiada.
Il fenomeno dei sequestri di persona in Sardegna guadagnò notorietà nei media italiani negli anni sessanta, quando la frequenza dei rapimenti si impennò e si estese anche alla penisola, specialmente in regioni dove erano presenti comunità di immigrati sardi praticanti attività agro-pastorali. Il rapimento di personaggi famosi come i cantanti Fabrizio De André e Dori Ghezzi, del bambino Farouk Kassam e dell'imprenditrice Silvia Melis, nonché gli scontri armati con le forze dell'ordine, contribuirono a tenere alta l'attenzione mediatica fino agli anni novanta, quando i sequestri diventarono episodici, grazie anche al mutato quadro legislativo penale. 
A partire dal 1997 i sequestri si ridussero drasticamente, scomparendo quasi completamente nel XXI secolo.

## Caratteristiche
Contrariamente alle organizzazioni criminali italiane di stampo mafioso dell'Italia meridionale, come Cosa nostra in Sicilia, la 'ndrangheta in Calabria e la camorra in Campania, che sono caratterizzate da strutture gerarchiche e complesse, tramandano il proprio potere nel tempo e tra generazioni familiari, possiedono un rigido codice d'onore, impediscono di abbandonarle a chiunque vi abbia preso parte ed estendono la propria influenza alle istituzioni politiche, i gruppi responsabili di sequestri di persona in Sardegna sono stati associazioni a delinquere estemporanee, estranee a qualsivoglia apparato istituzionale e non aventi rapporti con le mafie. Non si può quindi propriamente parlare di "anonima sarda" o di "organizzazione criminale", vista la mancanza di una struttura unitaria e di organizzazione interna continua nel tempo e per la totale indipendenza della maggior parte degli episodi criminali tra di loro. 
Alcuni inquirenti, dal momento che un sequestro di persona nelle modalità tipiche sarde richiedeva inevitabilmente l'appoggio di un gran numero di persone, hanno accusato la popolazione delle aree interne e montuose dell'isola, quasi sempre luoghi di prigionia dei sequestrati e di origine dei sequestratori, di omertà e collusione con i banditi, ma eventi come quello di Osposidda, in cui la popolazione del paese del sequestrato si armò e partecipò all'inseguimento ed alla cattura dei sequestratori, hanno evidenziato una situazione più complessa. La piaga dei sequestri è stata un fenomeno rilevante nel periodo 1960-1997, richiedendo anche la mediazione con i gruppi criminali, a cura di persone quali inquirenti (elemento centrale fu il giudice Luigi Lombardini), avvocati, giornalisti, imprenditori ed emissari delle famiglie dei sequestrati. 
Il fenomeno si è ridotto drasticamente a partire dalla metà degli anni novanta; al giorno d'oggi è scomparso pressoché completamente nella forma tradizionale, lasciando spazio a sparuti casi di sequestro lampo. La criminalità rurale sarda si è da allora dedicata principalmente agli attacchi ai portavalori o ad attività criminali di tipo urbano, come rapine in banche ed uffici postali e traffico di sostanze stupefacenti.

## Ragioni del declino
In aggiunta al generale declino dei crimini violenti in Italia dagli anni '90, si può ritenere che un sostanziale impatto sul numero di sequestri derivasse da specifiche iniziative legislative e governative.
In particolare
- la legge numero 82 del 1991 ha introdotto il così detto "congelamento dei beni", per le famiglia delle persone sequestrate. Questo rende impossibile o più complesso il pagamento di un riscatto, rendendolo meno profittevole.
- la costituzione di nuclei interforze ad hoc e specializzati come il Nucleo Antisequestri della Polizia di Stato (N.A.P.S.) ha reso più efficace l'azione delle forze dell'ordine.

## Esempi di sequestri di persona
- Alfonso De Sayons nel 1975: il cui corpo non fu mai ritrovato, poiché, come rivelato dal pentito Giuseppe Buono, fu ucciso e dato in pasto ai maiali.
- Luigi Pierozzi nel 1975.
- Piero Baldassini nel 1975, figlio di un industriale di Prato, il cui corpo verrà trovato 4 anni dopo in una cisterna nella campagna pistoiese, tra Cecina di Larciano e Cantagrillo, su indicazione del pentito Giuseppe Buono. Per lui era stato pagato un riscatto di 700 milioni[11].
- Fabrizio De André e Dori Ghezzi, rapiti presso la loro tenuta di campagna, l'Agnata, presso Tempio Pausania, il 28 agosto 1979 e rilasciati nel dicembre dello stesso anno: alle 23 del 20 dicembre la Ghezzi, alle 21 del 21 dicembre De André. Al sequestro, De André dedicò la canzone Hotel Supramonte (intitolata così anche se i due cantanti non furono mai tenuti prigionieri sul Supramonte, massiccio che comunque fu nascondiglio di diversi celebri banditi sardi) inclusa nell'album L'indiano pubblicato nel 1981.
- Marina e Giorgio Casana, di 15 e 16 anni, prelevati a Capo Pecora dalla loro imbarcazione da un commando di 15 banditi il 22 agosto 1979 e rilasciati, in seguito al pagamento di un riscatto di 380 milioni di lire, il 20 ottobre dello stesso anno.[12]
- Tonino Caggiari, 18 gennaio 1985; per la sua liberazione si mobilitarono ingenti forze dell'ordine oltre a gruppi volontari di cittadini, prevalentemente pastori del posto, che vollero collaborare con le forze di polizia. Ci fu un conflitto a fuoco presso Osposidda, dove rimasero uccisi alcuni latitanti e il poliziotto Vincenzo Marongiu.
- Piera Demurtas, segretaria del Comune di Pattada, sequestrata il 7 luglio 1987 lungo la strada Pattada-Ozieri, all'altezza del bivio per Bantine. La donna verrà rilasciata ai primi di novembre nelle campagne fra Orgosolo e Fonni in seguito a una serie di scambi di ostaggio.
- Mirella Silocchi, 50 anni, viene rapita a Collecchio in provincia di Parma il 28 luglio 1989 da una banda di sequestratori associata all'anonima sarda, che pretendevano cinque miliardi di riscatto, per garantirne il ritorno a casa. Mirella, però , a casa non fece mai ritorno, perché fu lasciata morire di fame e di sete all’interno di una fossa subendo maltrattamenti di rara ferocia. Le indagini vennero affidate alla Criminalpol di Bologna ed alla Squadra Mobile di Parma, che riuscirono ad arrestare i sequestratori.
- Ludovica Rangoni Machiavelli, 23 anni, sorella dell'attrice Nicoletta Rangoni Macchiavelli, viene rapita a Bologna il 4 maggio 1983, tenuta prigioniera per oltre 3 mesi nelle campagne toscane. Verrà successivamente liberata il 12 agosto 1983 dietro il pagamento del riscatto.
- Augusto De Megni, rapito la sera del 3 ottobre 1990 quando quattro banditi armati e con il volto coperto da passamontagna fecero irruzione nella villa del padre a Perugia. Durante il sequestro, il bambino fu tenuto nascosto in una grotta nella zona di Volterra, fino a quando venne liberato dai NOCS che fecero irruzione nel luogo del sequestro il 22 gennaio 1991. Sul luogo del sequestro vengono circondati e si arrendono dopo poco tempo i due cognati di Mamoiada, Antonio Staffa e Marcello Mele (fratello dell'ex latitante Annino); il primo, latitante da una decina di anni, fu descritto dal piccolo De Megni come il "bandito buono" che gli teneva compagnia; il secondo, una sorta di latitante volontario e dalla vita spericolata, si era allontanato dalla Sardegna dopo essere riuscito a fuggire per miracolo ad alcuni agguati e dopo l'uccisione del fratello e di due suoi cognati.
- Farouk Kassam, il sequestro fu effettuato il 15 gennaio 1992 nella villa dei genitori di Kassam, all'epoca dell'età di 7 anni, a Porto Cervo, venendo organizzato e portato a termine da uno dei più noti esponenti del banditismo sardo, Matteo Boe, che ottenne uno dei riscatti più alti mai avutisi per un sequestro di persona in Sardegna, 5 miliardi e 300 milioni di lire. Il bambino fu tenuto nascosto per diverso tempo in una grotta sul Montalbo, vicino a Lula, il paese di quelli che si riveleranno più avanti essere i sequestratori. Quale prova della sua esistenza in vita, subì la mutilazione della parte superiore dell'orecchio sinistro. Fu poi liberato l'11 luglio dello stesso anno, in circostanze mai completamente chiarite.
- Vanna Licheri, imprenditrice, rapita il 14 maggio del 1995, presso la sua azienda ad Abbasanta; nonostante le indagini, non fu mai più ritrovata[13].
- Giuseppe Soffiantini, rapito il 17 giugno 1997 dalla sua casa di Manerbio da una banda capeggiata da Mario Moro, ex pastore nativo di Ovodda da tempo residente a Ginestreto (FC), e composta da due rapinatori pregiudicati, Giorgio Sergio e Osvaldo Broccoli, ambedue di Cesena, che, dopo aver legato e imbavagliato la collaboratrice domestica e la moglie, Adele Mosconi, e averle rinchiuse in cantina, lo caricarono a forza su un'auto Fiat Croma guidata da Agostino Mastio, originario di Galtellì ma trasferitosi a Perugia. Durante due differenti conflitti a fuoco, nel corso del sequestro, rimasero uccisi il bandito Mario Moro e l'ispettore di Polizia dei NOCS Samuele Donatoni. Soffiantini venne ritrovato in località Impruneta (FI) il 9 febbraio 1998, dopo 237 giorni di prigionia e previo pagamento di un riscatto di 4 milioni di dollari USA, pari 5 miliardi di lire dell'epoca.
- Silvia Melis, rapita il 19 febbraio 1997 a Tortolì in Ogliastra. Dopo 265 giorni, l'11 novembre dello stesso anno riuscì a liberarsi e venne trovata vicino a Nuoro sul ciglio di una strada provinciale da due agenti in borghese. Durante il processo furono riconosciuti colpevoli gli orgolesi Antonio Maria Marini, sua madre Grazia Marine e Pasqualino Rubanu. Durante il processo di primo grado, il 4 giugno 2001, vennero condannati Antonio Maria Marini a 30 anni di carcere, Pasqualino Rubanu a 26 anni e Grazia Marine a 25 anni e sei mesi; il quarto imputato, Andrea Nieddu, venne assolto per non aver commesso il fatto.
- Giovanni Battista "Titti" Pinna, imprenditore agricolo di Bonorva (SS), sequestrato il 19 settembre 2006 nei pressi dell'azienda agro-zootecnica di famiglia. Il 28 maggio 2007 Pinna riuscì a fuggire dal luogo in cui era tenuto prigioniero nelle campagne di Sedilo nell'oristanese, servendosi di una forchetta per forzare le sbarre che lo imprigionavano. Per il suo rapimento vengono arrestati due uomini, allevatori della zona in cui è stato nascosto Pinna, Salvatore Atzas (poi condannato a 30 anni di carcere) e Natalino Barranca.

## Sequestratori
- Graziano Mesina, detto Grazianeddu, di Orgosolo (NU), protagonista di un omicidio, diversi sequestri di persona e anni di latitanza nel Supramonte. Gli è stato inflitto l'ergastolo per cumulo di pene ed è stato graziato nel 2004 dal presidente della repubblica Carlo Azeglio Ciampi, dopo 40 anni di reclusione. Tornato in carcere nel giugno 2013, evade nel luglio 2020 e viene inserito nella lista dei latitanti di massima pericolosità. Il 18 dicembre 2021 viene nuovamente catturato a Desulo, grazie ad un'operazione congiunta di GIS e ROS, mentre si nascondeva al piano terra di una villetta appartenente a due coniugi del luogo.[14][15]
- Miguel Atienza, bandito spagnolo e compagno di carcere di Mesina, evaso insieme a quest'ultimo dal carcere di San Sebastiano a Sassari. Ad Osposidda, nel 1967, causò la morte di due agenti in una sparatoria, in cui anche lui morì.
- Matteo Boe, detto "il bandito dagli occhi di ghiaccio", di Lula (NU), famoso protagonista degli anni d'oro della stagione dei sequestri di persona e del banditismo sardo, evase dal carcere dell'Asinara insieme a Salvatore Duras, il quale però non riuscì nella fuga, e mise in atto i sequestri di Sara Niccoli, Giulio De Angelis e Farouk Kassam.
- Annino Mele e Giovanni Cadinu, entrambi di Mamoiada (NU). Divennero in seguito, secondo alcune supposizioni, nemici a seguito di dissidi per la spartizione dei soldi ricavati dai sequestri e da tale episodio nacque una faida fra le loro famiglie che portò quasi allo sterminio di entrambe le fazioni. Sono stati considerati coinvolti in numerosi sequestri avvenuti sia in Sardegna che nella Penisola. Mele fu ferito e catturato nel 1987, mentre Cadinu fu ucciso dalla polizia nel 1991.
- Mario Sale, noto in Sardegna con il soprannome di “Bandideddu” piccolo bandito, emigrò da Mamoiada, a metà degli anni Settanta, e fu coinvolto in numerosi sequestri avvenuti in Toscana e Umbria, negli anni Settanta ed Ottanta. Rivendicava i sequestri firmandosi “Chaka II” e scriveva proclami politici. Latitante dal 1977, secondo alcuni attualmente vivrebbe in America Latina.
- Attilio Cubeddu, di Arzana (NU), latitante dal 1997 e inserito fra i 30 latitanti più pericolosi d'Italia. Dal 1998 è ricercato in campo internazionale, anche se all'epoca si fece strada l'ipotesi che fosse morto, forse ucciso da Giovanni Farina, un suo complice, per non dividere il denaro del riscatto per il sequestro Soffiantini. Nel 2012 il procuratore Domenico Fiordalisi ha riaperto le indagini sul latitante Cubeddu, convinto che in realtà non sia morto e si nasconda insieme alla famiglia nel suo territorio, l'Ogliastra, protetto da molti fiancheggiatori.
- Pasquale Stochino, di Arzana (NU), ex latitante catturato nel 2003 dopo 31 anni di latitanza e condannato a 30 anni di carcere per la strage di Lanusei del 1972 (conosciuta anche come strage di villa Loddo) e Piero Piras suo cugino, consegnatosi per 300 milioni di lire al giudice Luigi Lombardini nel 1980, dopo 10 anni di latitanza.[16][17][18]
- Giovanni Farina, di Tempio Pausania (SS), condannato nel 1980 per i sequestri di Francesco Del Tongo e di Dario Ciaschi, il 7 febbraio del 1997 tramite un permesso non rientra in carcere e rimane coinvolto nel sequestro di Giuseppe Soffiantini imprenditore tessile bresciano, venendo condannato nel 1998 a 28 anni (implicato con lui il latitante Attilio Cubeddu).
- Bachisio Franco Goddi, responsabile del sequestro di Mirella Silocchi insieme all'anarco-insurrezionalista Rose Ann Scrocco ed altri, fu anche egli inserito nella lista dei latitanti di massima pericolosità.
- Antonio Staffa di Mamoiada, cognato di Annino Mele, implicato in vari sequestri sia in Sardegna che nella penisola.

## Contatti con l'eversione e il terrorismo
La stagione dell'eversione politica, attiva in Italia già dai primi anni del dopoguerra, si espanse in Sardegna a metà degli anni sessanta e si concluse negli anni ottanta, periodo in cui finirono gli anni di piombo anche nella penisola. I contatti tra i criminali sardi implicati in sequestri di persona e i militanti di organizzazioni eversive di sinistra e attive nel terrorismo rosso, quali Brigate Rosse e Nuclei Armati Proletari, furono in parte aiutate dalla detenzione di militanti di sinistra nelle carceri di massima sicurezza dell'isola, in maniera similare ai soggiorni obbligati dei mafiosi meridionali nel Settentrione, che influenzarono la nascita della Mala del Brenta. I movimenti terroristici e paramilitari più famosi nati nell'isola, per la maggior parte di ideologia comunista e indipendentista, furono Barbagia Rossa, Movimento armato sardo e il Comitato di solidarietà con il proletariato prigioniero sardo deportato, che nell'arco di un decennio rivendicarono diversi attentati e sequestri di persona.
Tra i principali sostenitori della causa indipendentista ed eversiva vi fu l'editore Giangiacomo Feltrinelli, che più volte tentò di prendere contatti con diverse organizzazioni dicendo di voler fare la rivoluzione in Sardegna (con l'aiuto dei gruppi indipendentisti) e formare un governo comunista (con l'aiuto degli eversivi di sinistra), sul modello attuato da Fidel Castro a Cuba, e pensò di nominare Graziano Mesina, il più noto bandito della criminalità sarda, come capo delle truppe ribelli, idea che effettivamente fu presa in considerazione sia dagli eversivi di sinistra, come dimostrano vari contatti, che dai servizi segreti.